# Le Frasnois
Ne doit pas être confondu avec Franois.
Le Frasnois est une commune française située dans le département du Jura, dans la région culturelle et historique de Franche-Comté et la région administrative Bourgogne-Franche-Comté. 
En 2018, elle compte 163 habitants.

## Géographie
La commune est située dans la région des lacs sur les plateaux jurassiens, à 800 mètres d'altitude sur la rivière Hérisson.

### Climat
Pour des articles plus généraux, voir Climat de la Bourgogne-Franche-Comté et Climat du département du Jura.
En 2010, le climat de la commune est de type climat de montagne, selon une étude du Centre national de la recherche scientifique s'appuyant sur une série de données couvrant la période 1971-2000. En 2020, Météo-France publie une typologie des climats de la France métropolitaine dans laquelle la commune est dans une zone de transition entre le climat semi-continental et le climat de montagne et est dans la région climatique  Jura, caractérisée par une forte pluviométrie en toutes saisons (1 000 à 1 500 mm/an), des hivers rigoureux et un ensoleillement médiocre. 
Pour la période 1971-2000, la température annuelle moyenne est de 7,8 °C, avec une amplitude thermique annuelle de 16,3 °C. Le cumul annuel moyen de précipitations est de 1 780 mm, avec 13,7 jours de précipitations en janvier et 10,6 jours en juillet. Pour la période 1991-2020, la température moyenne annuelle observée sur la station météorologique de Météo-France la plus proche, « Cogna », sur la commune de Cogna à 12 km à vol d'oiseau, est de 10,8 °C et le cumul annuel moyen de précipitations est de 1 557,5 mm. 
La température maximale relevée sur cette station est de 39 °C, atteinte le 12 août 2003 ; la température minimale est de −18,5 °C, atteinte le 6 février 2012,,. 
Les paramètres climatiques de la commune ont été estimés pour le milieu du siècle (2041-2070) selon différents scénarios d'émission de gaz à effet de serre à partir des nouvelles projections climatiques de référence DRIAS-2020. Ils sont consultables sur un site dédié publié par Météo-France en novembre 2022.

## Urbanisme

### Typologie
Au 1er janvier 2024, Le Frasnois est catégorisée commune rurale à habitat dispersé, selon la nouvelle grille communale de densité à sept niveaux définie par l'Insee en 2022.
Elle est située hors unité urbaine et hors attraction des villes,.

### Occupation des sols
L'occupation des sols de la commune, telle qu'elle ressort de la base de données européenne d’occupation biophysique des sols Corine Land Cover (CLC), est marquée par l'importance des forêts et milieux semi-naturels (77,2 % en 2018), une proportion identique à celle de 1990 (77,2 %). La répartition détaillée en 2018 est la suivante : 
forêts (77,2 %), prairies (12,8 %), eaux continentales (4,7 %), zones humides intérieures (3,5 %), zones urbanisées (1,8 %). L'évolution de l’occupation des sols de la commune et de ses infrastructures peut être observée sur les différentes représentations cartographiques du territoire : la carte de Cassini (XVIIIe siècle), la carte d'état-major (1820-1866) et les cartes ou photos aériennes de l'IGN pour la période actuelle (1950 à aujourd'hui).

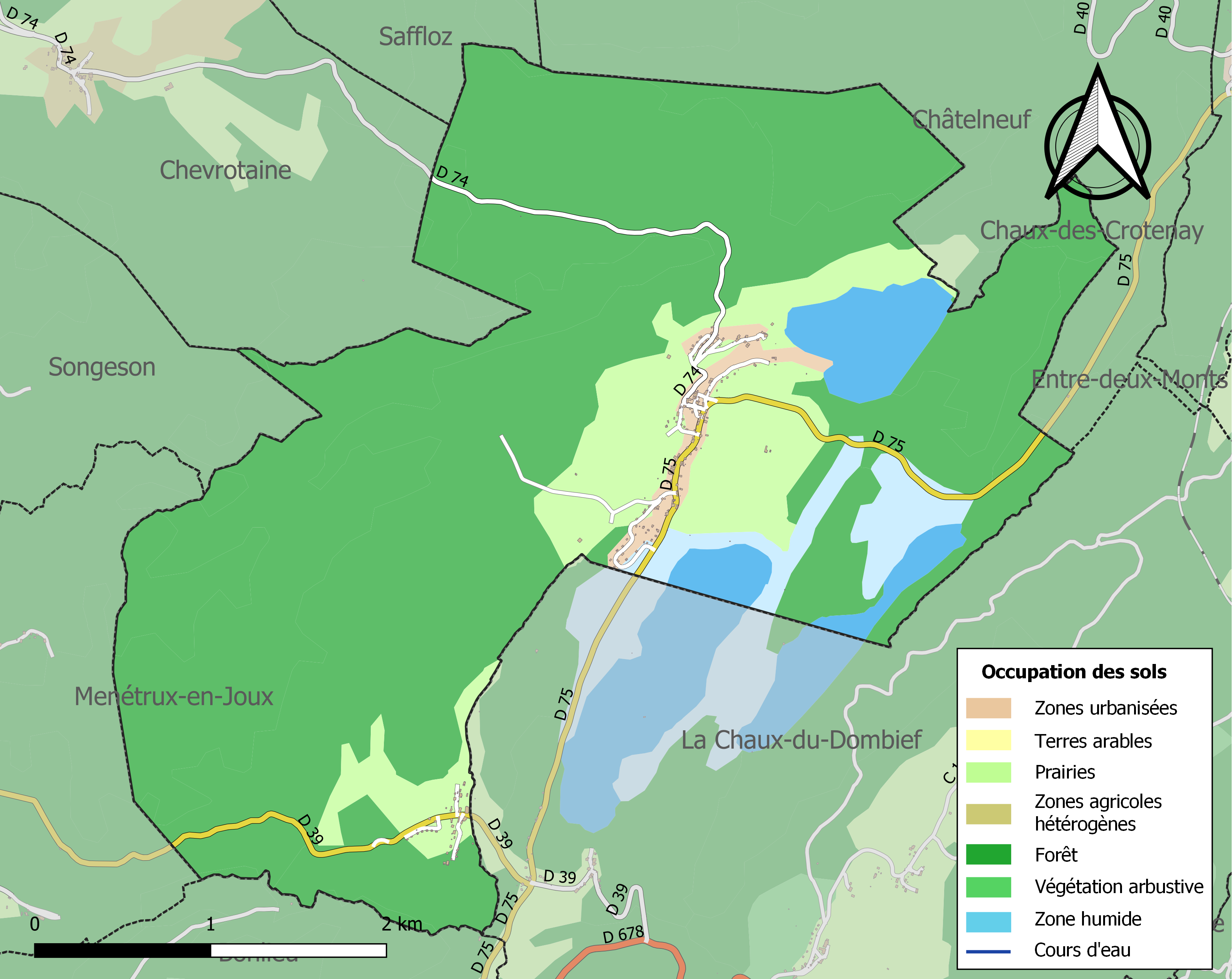
Carte des infrastructures et de l'occupation des sols de la commune en 2018 (CLC).

## Toponymie
Le Frasnois proviendrait incontestablement de la racine latine Fraximus avec ses dérivés. Il signifierait "Pays des frênes". Le nom de la commune de Frasne aurait la même étymologie.

## Politique et administration
| Période   | Période  | Identité         | Étiquette      | Qualité  |
| --------- | -------- | ---------------- | -------------- | -------- |
| mars 2011 | 2020     | Martial Vallet   | DVD            | Retraité |
| 2020      | En cours | Jean-Paul Maître | Sans étiquette |          |

## Démographie
L'évolution du nombre d'habitants est connue à travers les recensements de la population effectués dans la commune depuis 1793. Pour les communes de moins de 10 000 habitants, une enquête de recensement portant sur toute la population est réalisée tous les cinq ans, les populations de référence des années intermédiaires étant quant à elles estimées par interpolation ou extrapolation. Pour la commune, le premier recensement exhaustif entrant dans le cadre du nouveau dispositif a été réalisé en 2008.

En 2022, la commune comptait 171 habitants, en évolution de +8,23 % par rapport à 2016 (Jura : −0,81 %, France hors Mayotte : +2,11 %).
| 1793 | 1800 | 1806 | 1821 | 1831 | 1836 | 1841 | 1846 | 1851 |
| ---- | ---- | ---- | ---- | ---- | ---- | ---- | ---- | ---- |
| 272  | 251  | 263  | 390  | 383  | 401  | 359  | 332  | 341  |

| 1856 | 1861 | 1866 | 1872 | 1876 | 1881 | 1886 | 1891 | 1896 |
| ---- | ---- | ---- | ---- | ---- | ---- | ---- | ---- | ---- |
| 307  | 323  | 293  | 248  | 254  | 221  | 201  | 183  | 196  |

| 1901 | 1906 | 1911 | 1921 | 1926 | 1931 | 1936 | 1946 | 1954 |
| ---- | ---- | ---- | ---- | ---- | ---- | ---- | ---- | ---- |
| 190  | 180  | 145  | 100  | 105  | 105  | 141  | 131  | 117  |

| 1962 | 1968 | 1975 | 1982 | 1990 | 1999 | 2006 | 2008 | 2013 |
| ---- | ---- | ---- | ---- | ---- | ---- | ---- | ---- | ---- |
| 92   | 103  | 110  | 114  | 138  | 151  | 153  | 154  | 153  |

| 2018 | 2022 | - | - | - | - | - | - | - |
| ---- | ---- | - | - | - | - | - | - | - |
| 163  | 171  | - | - | - | - | - | - | - |

## Lieux et monuments

### Église
- Église du Frasnois

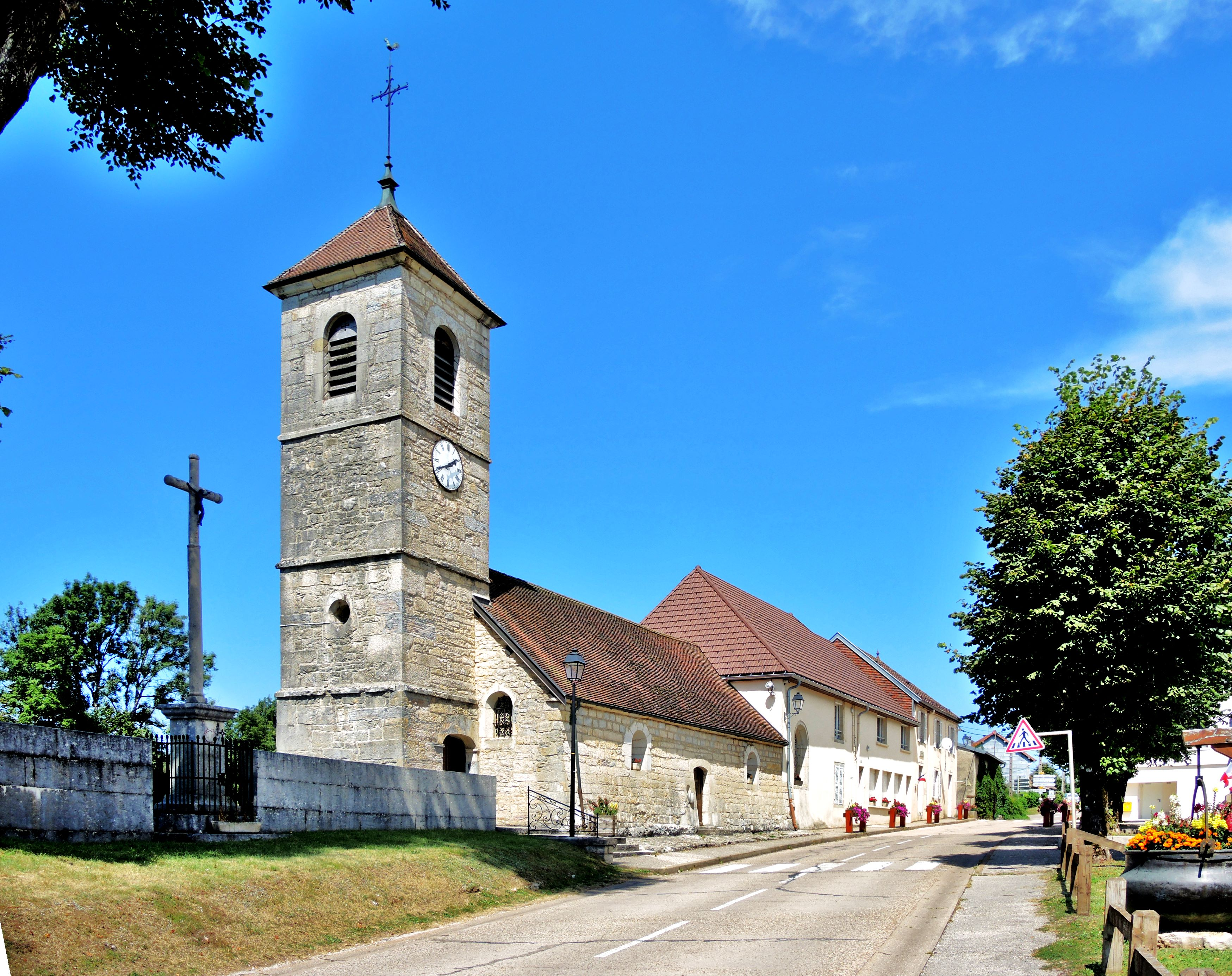
Église du Frasnois

  - Tableau classé sous le titre : Guérison ou Résurrection par le Christ, inspiré par l'école italienne
  - Tableau : La résurrection de Lazare, huile sur toile
  - Tableau : Le retour de l'enfant prodigue, huile sur toile
  - Tableau : La Crucifixion, huile sur bois
- Vitraux
  - Ces vitraux ont été commandés à l’artiste lédonien Jean Vuillemey et installés quelques années après la rénovation de l’Église en 1955. Ils sont en dalles de verre.
- Grand Vitrail à gauche du Chœur
  - Les trois jets symbolisent l’incarnation du Christ et l’évangélisation du monde. La partie inférieure représente l’humanité; s’y trouvent insérés la crois et 12 petits carreaux rouges, évocation des 12 apôtres.
- Grand Vitrail à droite du chœur
  - C’est la Parousie (retour du Christ à la fin des temps) ; la résurrection des martyrs se concrétise par des sortes de flammes rouges pointées vers le ciel, alors que dans le bas, les petits carreaux bleus et mauves représentent l’humanité dans sa diversité.
- Côté gauche au-dessus du baptistère (marbre du XIXe siècle), le vitrail évoque l’Esprit saint, stylisé sous forme de colombe d’où tombent des traits de feu sur les Apôtres.
- L'eucharistie
  - Au centre, les trois lettres JHS (Jésus sauveur du monde). Les trois poissons font référence à l’évangile.
  - À droite, on devine, on devine la couronne du Christ d’où tombent des gouttes de sang (dalles rouges). C’est la réconciliation avec Dieu le Père, le pardon.

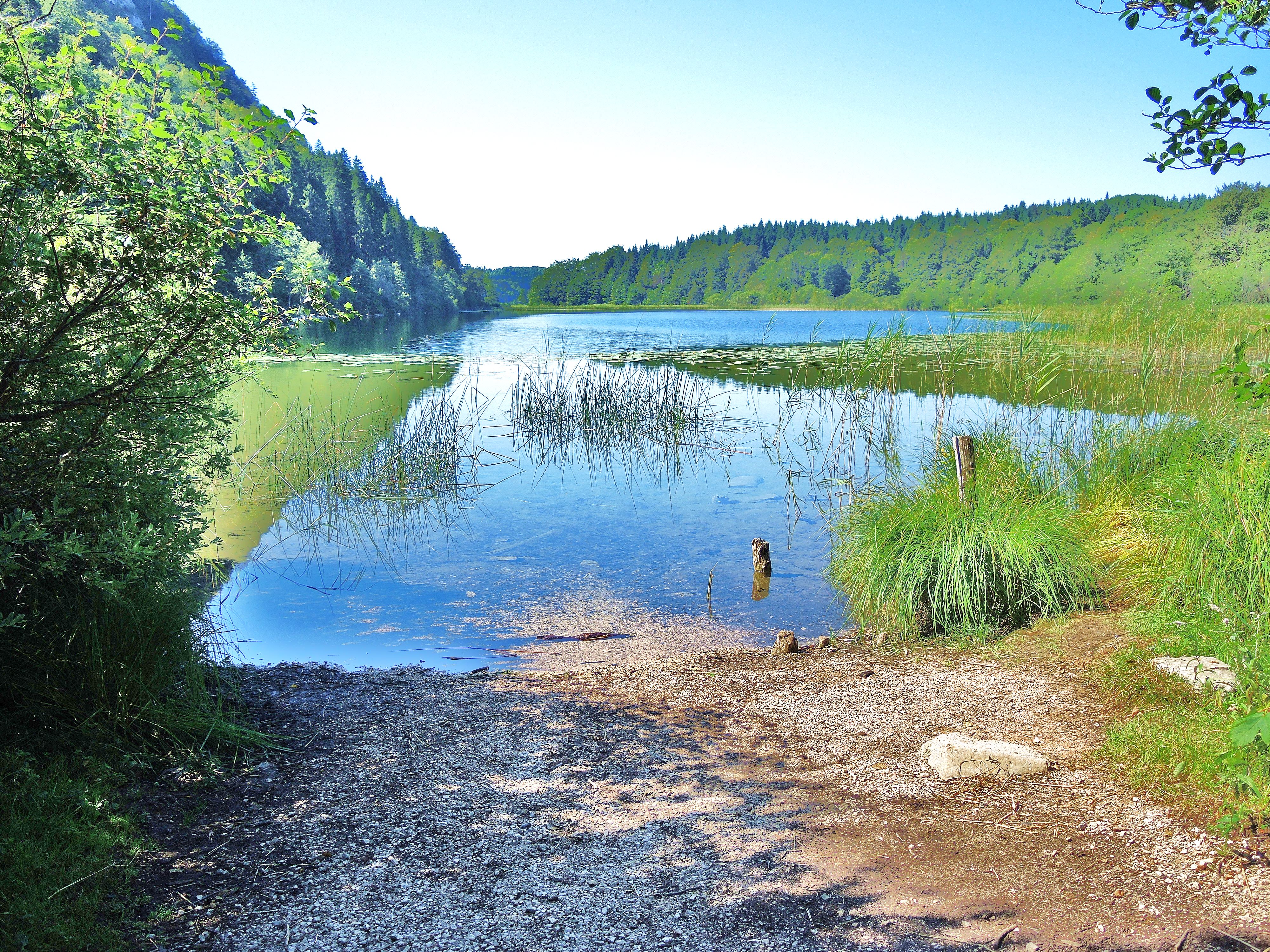
Rive nord du lac du petit Maclu

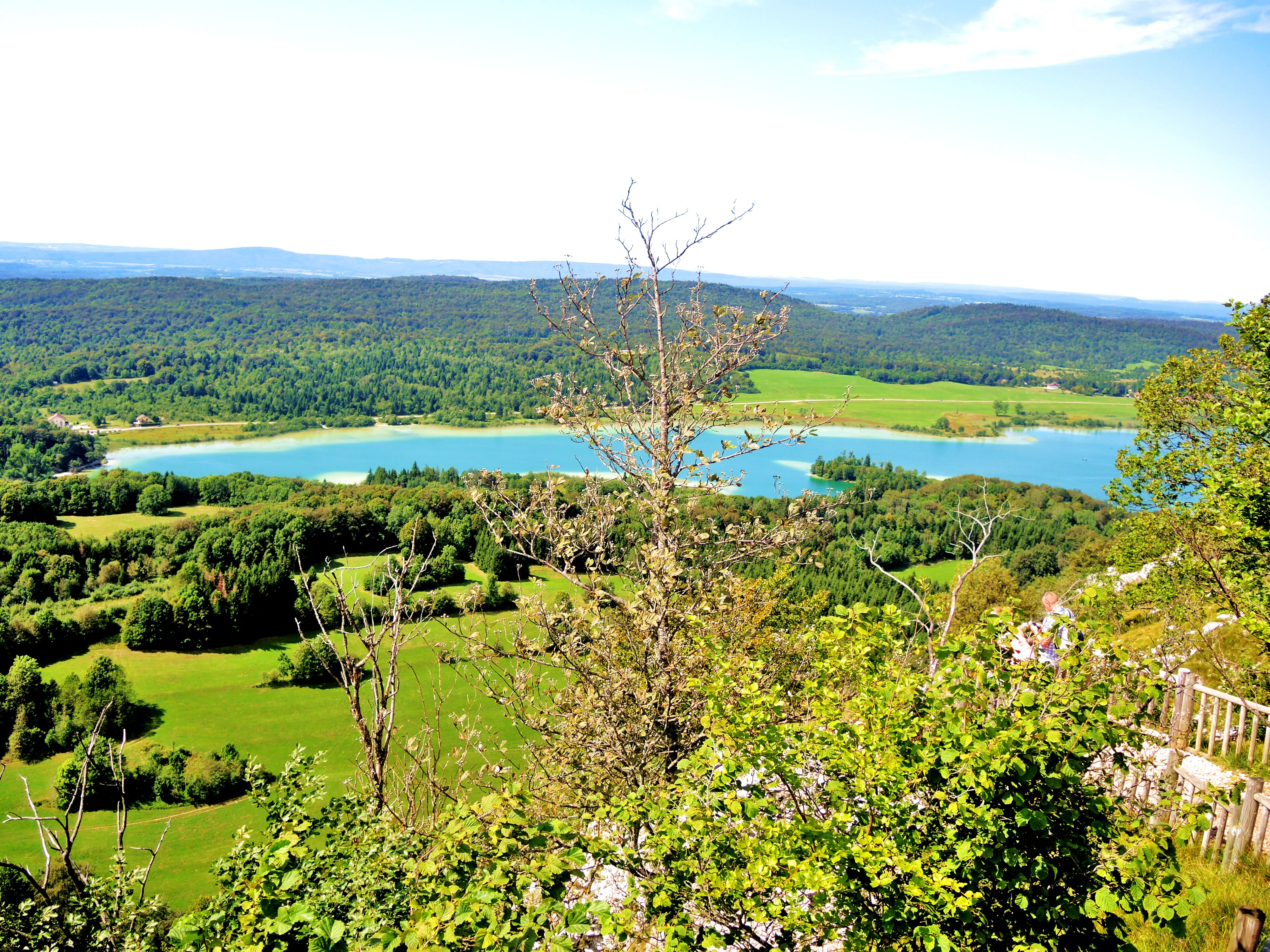
Lac d'Ilay, vu du Pic de l'Aigle

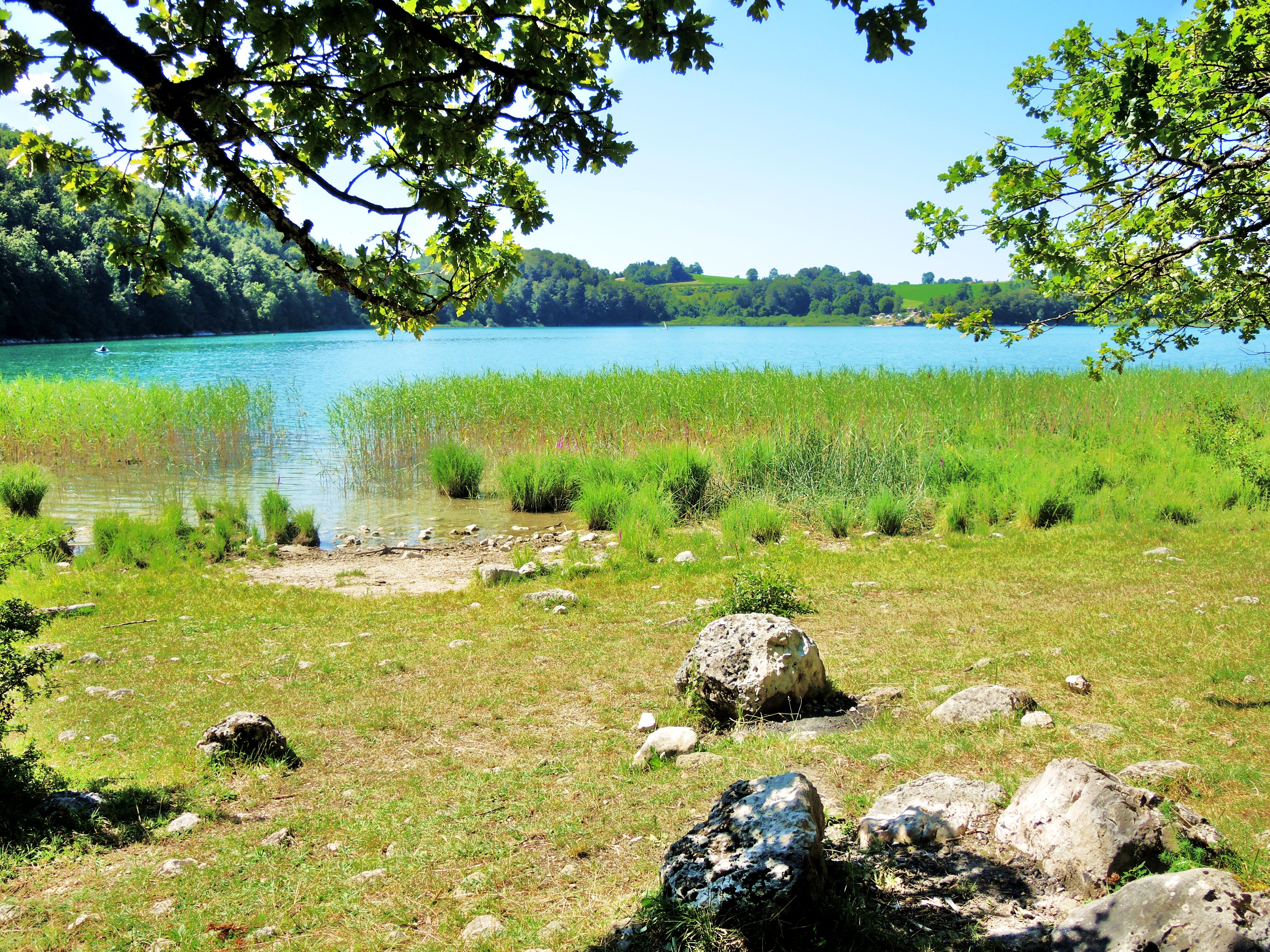
Rive nord du lac de Narlay

- Lacs de Maclu.
- Lac d'Ilay.
- Lac de Narlay.
- Lac du Vernois.